# Zaprora silenus
Zaprora silenus ist ein Fisch aus der Ordnung der Barschartigen (Perciformes) und das einzige Mitglied der Familie Zaproridae. Die Tiere leben an den Felsenküsten des Nordpazifik von Kalifornien über Alaska, den Aleuten, Kamtschatka bis nach Japan, vom Flachwasser bis in eine Tiefe von 675 Metern.

## Merkmale
Zaprora silenus wird 88 Zentimeter lang, hat eine längliche, seitlich zusammengedrückte Gestalt und eine Rückenflosse, die den größten Teil der Körperlänge einnimmt und 54 bis 57 Flossenstrahlen hat. Die Afterflosse hat drei Hart- und 24 bis 27 Weichstrahlen. Bauchflossen sowie Seitenlinienorgan und Schwimmblase fehlen. Sein Körper ist von kleinen Cycloidschuppen bedeckt.

## Fortpflanzung

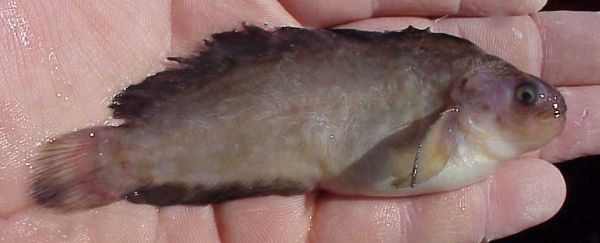
Zaprora silenus, juvenil

Über die Fortpflanzung von Zaprora silenus weiß man noch wenig. Die Jungfische sind im Gegensatz zu den bodenlebenden Adulttieren pelagisch. Sie suchen unter Quallen Schutz vor Raubfischen.